# Джонсон, Патрик (игрок в американский футбол, 1998)
Патрик Джонсон (англ. Patrick Johnson; 10 января 1998, Чаттануга, Теннесси) — профессиональный американский футболист, выступающий на позиции лайнбекера в клубе НФЛ «Филадельфия Иглз». На студенческом уровне играл за команду Тулейнского университета. На драфте НФЛ 2021 года был выбран в седьмом раунде.

## Биография
Патрик Джонсон родился 10 января 1998 года в Чаттануге в штате Теннесси. Один из трёх детей в семье. Окончил старшую школу Нотр-Дам в Чаттануге, три года выступал в составе её футбольной команды. После выпуска оценивался на две из пяти возможных звёзд по версиям скаутинговых сервисов 247Sports и Rivals.

### Любительская карьера
После окончания школы Джонсон поступил в Тулейнский университет. В сезоне 2017 года он сыграл за его команду в двенадцати матчах, один из них начал в стартовом составе. В 2018 году он закрепился в стартовом составе, сыграл в тринадцати матчах и сделал 10,5 сэков. До Джонсона десять и более сэков за сезон делали лишь два игрока в истории университета. По итогам сезона его включили в состав сборной звёзд конференции AAC.
В 2019 году Джонсон сыграл тринадцать матчей и второй сезон подряд стал лидером команды по количеству сэков и захватов с потерей ярдов. По ходу турнира он включался в число претендентов на награды Бронко Нагурски и Чака Беднарика лучшим лайнбекеру и защитнику NCAA. В 2020 году Джонсон принял участие в одиннадцати матчах и стал лидером I дивизиона NCAA по количеству сделанных сэков. По итогам сезона его вновь включили в состав сборной звёзд конференции.

#### Статистика выступлений в NCAA
| Сезон | Команда          | Игры | Захваты | Захваты | Захваты | Захваты | Захваты | Перехваты | Перехваты | Перехваты | Перехваты | Перехваты | Фамблы | Фамблы | Фамблы | Фамблы |
| Сезон | Команда          | Игры | Solo    | Ast     | Tot     | Loss    | Sk      | Int       | Yds       | Y/R       | TD        | PD        | FR     | Yds    | TD     | FF     |
| ----- | ---------------- | ---- | ------- | ------- | ------- | ------- | ------- | --------- | --------- | --------- | --------- | --------- | ------ | ------ | ------ | ------ |
| 2017  | Тулейн Грин Уэйв | 12   | 7       | 5       | 12      | 1,0     | 0,0     | 0         | 0         | 0,0       | 0         | 0         | 0      | 0      | 0      | 0      |
| 2018  | Тулейн Грин Уэйв | 13   | 33      | 16      | 49      | 14,0    | 10,0    | 0         | 0         | 0,0       | 0         | 5         | 1      | 0      | 0      | 4      |
| 2019  | Тулейн Грин Уэйв | 13   | 24      | 11      | 35      | 8,5     | 4,0     | 0         | 0         | 0,0       | 0         | 4         | 0      | 0      | 0      | 0      |
| 2020  | Тулейн Грин Уэйв | 11   | 23      | 13      | 36      | 11,5    | 7,0     | 0         | 0         | 0,0       | 0         | 2         | 0      | 0      | 0      | 2      |
| Всего | Всего            | 49   | 87      | 45      | 132     | 35,0    | 21,0    | 0         | 0         | 0,0       | 0         | 11        | 1      | 0      | 0      | 6      |

### Профессиональная карьера
Перед драфтом НФЛ 2021 года аналитик издания Bleacher Report Джастис Москеда прогнозировал Джонсону выбор в четвёртом раунде. К сильным сторонам игрока он относил его маневренность, сильные руки, а также потенциал для дальнейшего развития как пас-рашера. Минусами Джонсона назывались низкая эффективность против выносного нападения и ограниченность роли на поле из-за антропометрических данных.
На драфте Джонсон был выбран «Филадельфией» в седьмом раунде. В июне 2021 года он подписал с клубом четырёхлетний контракт на общую сумму 3,5 млн долларов. В своём дебютном сезоне он принял участие во всех семнадцати матчах регулярного чемпионата, проведя 111 розыгрышей в защите и 254 в составе специальных команд. Серьёзного влияния на игру Джонсон не оказывал, сделав только 17 захватов.

#### Статистика выступлений в НФЛ

##### Регулярный чемпионат
| Сезон | Команда          | Игры | Захваты | Захваты | Захваты | Захваты | Захваты | Перехваты | Перехваты | Перехваты | Перехваты | Перехваты | Фамблы | Фамблы | Фамблы | Фамблы |
| Сезон | Команда          | Игры | Solo    | Ast     | Tot     | Loss    | Sk      | Int       | Yds       | Y/R       | TD        | PD        | FR     | Yds    | TD     | FF     |
| ----- | ---------------- | ---- | ------- | ------- | ------- | ------- | ------- | --------- | --------- | --------- | --------- | --------- | ------ | ------ | ------ | ------ |
| 2021  | Филадельфия Иглз | 17   | 11      | 6       | 17      | 1       | 0,0     | 0         | 0         | 0,0       | 0         | 0         | 0      | 0      | 0      | 0      |
| 2022  | Филадельфия Иглз | 7    | 2       | 1       | 3       | 0       | 0,0     | 0         | 0         | 0,0       | 0         | 0         | 0      | 0      | 0      | 1      |
| Всего | Всего            | 24   | 13      | 7       | 20      | 1       | 0,0     | 0         | 0         | 0,0       | 0         | 0         | 0      | 0      | 0      | 1      |

* На 11 ноября 2022 года